# Alma (stație de metrou din Bruxelles)
Alma este o stație a liniei 1 a metroului din Bruxelles și este situată în comuna Woluwe-Saint-Lambert din Regiunea Capitalei Bruxelles, în Belgia.

## Istoric
Împreună cu stațiile Roodebeek și Vandervelde, Alma a fost deschisă pe 7 mai 1982, odată cu extinderea liniei 1B după stația Tomberg. Până pe 31 august 1988, când a fost inaugurată prelungirea către Stockel / Stokkel, Alma a fost capătul estic al liniei 1B.
În planurile originale, stația Alma ar fi trebuit să fie construită sub clădirea Spitalului Universitar Saint-Luc, dar proiectul a fost modificat ulterior. Structura acelei stații încă există în teren, dar nu este accesibilă publicului. 
Spre deosebire de majoritatea stațiilor metroului din Bruxelles, în stația Alma, construită în centrul campusului universitar UCLouvain Bruxelles Woluwe, nu sunt expuse lucrări de artă. Totuși, stația ca întreg se dorește a fi o lucrare de artă. Ea înfățișează o pădure ai cărei copaci sunt stâlpii de susținere, iar plafonul colorat amintește de nuanțele frunzișului de toamnă. Luminatoarele oferă o atmosferă limpede, iar curbele înlocuiesc unghiurile prea pronunțate. Proiectul stației a fost realizat de arhitectul belgian Lucien Kroll, iar decorațiunile de către soția acestuia, pictorița Simone Kroll.
Amplasarea la sol permite un acces facil, astfel că Alma a fost una dintre primele stații ale metroului din Bruxelles complet accesibile persoanelor cu handicap locomotor. 
În anul 2018, Regiunea Capitalei Bruxelles a declanșat procedurile de clasare a stației Alma în registrul patrimoniului protejat.

## Caracteristici
Stația este situată în Piața Alma, care îi dă și numele. Există două intrări în incinta ei: una amplasată în partea de vest, cealaltă în partea de est. Ambele sunt dotate cu câte o scară rulantă și un ascensor. Alma urmează stilul constructiv obișnuit al stațiilor metroului din Bruxelles, cu liniile în centru și peroanele dispuse de o parte și de alta a lor.  

### Legături
Stația Alma este deservită de autobuzele liniei N05 ale rețelei nocturne Noctis.

## Locuri importante în proximitatea stației
- Facultățile de Medicină, Farmacie, Stomatologie și Științe medicale ale Université catholique de Louvain;
- Spitalul Universitar Saint-Luc;
- Școala Practică de Înalte Studii Comerciale (EPHEC);
- Școala Superioară Leonardo da Vinci;
- Grădina de plante medicinale Paul Moens;
- Moara de vânt din Woluwe-Saint-Lambert;
- Muzeul farmaceutic Albert Couvreur.